# Predmier
Predmier je naseljeno mjesto u okrugu Bytča u Žilinskom kraju u Slovačkoj.

## Stanovništvo
| Godina:     | 1993. | 2003.   | 2013.   | 2023.   |
| ----------- | ----- | ------- | ------- | ------- |
| Broj ljudi: | 1276  | 1341    | 1377    | 1359    |
| Razlika:    |       | +5,09 % | +2,68 % | -1,30 % |

| Godina:     | 2022. | 2023.   |
| ----------- | ----- | ------- |
| Broj ljudi: | 1347  | 1359    |
| Razlika:    |       | +0,89 % |

Prema podatcima o broju stanovnika iz 2023. godine naselje je imalo 1359 stanovnika.

## Vanjske poveznice
|  | Zajednički poslužitelj ima još gradiva o temi Predmier |

- Službena stranica naselja (sl.)